# Mimeusemia buruensis
Mimeusemia buruensis är en fjärilsart som beskrevs av Jordan 1912. Mimeusemia buruensis ingår i släktet Mimeusemia och familjen nattflyn. Inga underarter finns listade i Catalogue of Life.